# Zack (Zeitschrift)

Logo ZACK

Zack (Eigenschreibweise ZACK) ist ein deutsches Comic-Magazin, das von 1972 bis 1980 im Koralle-Verlag erschien und seit 1999 wieder publiziert wird, nunmehr monatlich zuerst im Mosaik Steinchen für Steinchen Verlag und seit Ausgabe 10/2020 im Blattgold-Verlag.
Zielgruppe des Koralle-Zacks waren männliche Leser im Alter von etwa 8 bis 14 Jahren. Das Mosaik/Blattgold-Zack richtet sich dagegen an eine eher erwachsene Zielgruppe, vor allem an die ehemaligen Leser des Koralle-Magazins. Obwohl im Koralle-Zack auch andere Comics veröffentlicht wurden, wird es hauptsächlich mit den Humor- und Abenteuer-Serien der frankobelgischen Vorbilder Tintin und Pilote verbunden, die durch das Magazin in Deutschland populär wurden.

## Koralle-Zack

### Nummerierung und Identifizierung
Das Koralle-Zack erschien zunächst wöchentlich, später zweiwöchentlich, gegen Ende wieder wöchentlich, in der Regel donnerstags. Die Nummerierung wurde mit jedem Jahrgang neu von 1 gestartet. Insgesamt sind 291 Ausgaben erschienen.
Aufgrund des ersten Erscheinens am 13. April 1972 und des Wechsels im Erscheinungsrhythmus existieren die Ausgaben 1 bis 16 des Jahres 1972 und 6 bis 10/1980 nicht. Von Nr. 41 bis 52/1974 erschienen die Hefte als Doppelnummern. Auch die letzte Ausgabe des Jahres 1975 war eine Doppelnummer (25/26). Da die erste Ausgabe 17/1972 bereits in der 16. Kalenderwoche erschien, existiert vom ersten Jahrgang eine Ausgabe mit der Nummer 53. Außerdem erschienen die ersten Ausgaben eines Jahres häufig bereits im Dezember des Vorjahres.
Erst ab Ausgabe 3/1974 trugen die Hefte eine Datumsangabe auf der Titelseite. Zur eindeutigen Identifizierung der bis dahin erschienenen Ausgaben dient die mit Ausgabe 9/1973 eingeführte Angabe auf der zweiten Umschlagsseite. Fehlt diese bei undatierten Heften mit Heftnummer kleiner als 9, handelt es sich um ein 1973er Heft, bei solchen im Nummernbereich 17 bis 53 um eine Ausgabe des Jahres 1972.

### 1972–1974
Zack begann in Ausgabe 17/1972 ausschließlich mit Material aus Tintin (Lizenzgeber Lombard). Ab der dritten Ausgabe, 19/1972, stießen mit Leutnant Blueberry und Mick Tangy die ersten Serien des Magazins Pilote (Lizenzgeber Dargaud) dazu.

#### Comics zu Fernsehserien
Im Oktober 1972 (ab #43/1972) startete mit Enterprise der erste Versuch, Comics zu populären Fernsehserien zu veröffentlichen. Das verwendete Material stammte aus der amerikanischen Produktion des Verlages Gold Key. Die Enterprise-Comics mussten gegenüber der Originalveröffentlichung für Zack vergrößert oder ummontiert werden, was sich im Allgemeinen negativ auswirkte. Wie Zack-Redakteur Gigi Spina in einem Interview erklärte, war mit Enterprise ein spürbarer Anstieg der verkauften Auflage zu verzeichnen. Dies ermutigte die Redaktion, mit Kung Fu und Mondbasis Alpha 1 in späteren Jahren weitere Comics zu Fernsehserien in die Palette aufzunehmen.

#### Erste Eigenproduktionen
Bereits im zweiten Erscheinungsjahr wurden die ersten Eigenproduktionen veröffentlicht. Zunächst wurde Dan-Cooper-Zeichner Albert Weinberg beauftragt, der seine frühere Serie Les Aquanautes für Zack in überarbeiteter Form unter dem neuen Titel Barracuda wieder aufnahm. Im August 1973 folgte dann Turi & Tolk von Dieter Kalenbach, 1974 die Fußball-Serie Kai Falke.

#### Italienische Ergänzung
Da nur qualitativ hochwertige Serien importiert werden sollten und die Eigenproduktion nur schleppend anlief, ging dem Magazin langsam das Material aus. Auch entwickelten sich die Comics in Frankreich/Belgien bereits weg von ihrem jugendlichen Publikum, hin zu älteren Lesern. Da Gigi Spina, faktischer Chefredakteur des Heftes, Italiener war, wurde begonnen, italienische Geschichten abzudrucken. Aus dem katholischen Jugendmagazin Giornalino stammte Kommissar Spada, der ab Oktober 1973 in Zack erschien. 1974 folgten mit Corto Maltese und der Gentlemen GmbH zwei weitere italienische Serien. Nur die von den Italienern Tacconi (Zeichnungen) und Castelli (Texte) produzierte Serie um eine trickreiche Gaunerbande kam jedoch beim jugendlichen Publikum so gut an, dass sie sich dauerhaft im Magazin etablieren ließ. Der Comic-Roman Die Südseeballade von Hugo Pratt, in der der spätere Serienheld Corto Maltese seinen ersten Auftritt hat, wurde zur längsten Fortsetzungsgeschichte der Heft-Geschichte und überforderte die Leserschaft völlig. Er musste auf Seite 118 des Werks komplett abgebrochen werden. Das österreichische Fachmagazin Comic Forum schloss erst Jahre später die so entstandene Lücke. Die Serie Kommissar Spada setzte sich ebenfalls nicht durch, da sie zeichnerisch und erzählerisch mit der in Zack etablierten Lombard-Serie Rick Master (Originaltitel Ric Hochet) von Tibet (d. i. Gilbert Gascard) und André-Paul Duchateau um einen Journalisten, der in Kriminalfälle verstrickt wird, nicht mithalten konnte.

### 1976–1978
Das Magazin hatte Mitte der 1970er Jahre immer mehr an Lesern und damit an Auflage verloren. Einem Spiegel-Artikel vom Januar 1976 zufolge war Zack hingegen mit einem „Reichweiten-Gewinn“ von 11 % Spitzenreiter beim Auflagen-Zugewinn. Um das Magazin zu retten, bat Axel Springer Rolf Kauka um Mithilfe, der kurz zuvor seinen eigenen Verlag verkauft hatte. Zusammen mit Peter Wiechmann, seinem Stellvertreter, versuchte Kauka, Zack zu reformieren. Kauka und Wiechmann, die mit den Strukturen im Springer-Konzern nicht zurechtkamen, baten aber kurz darauf um die Auflösung ihrer Verträge. Wiechmanns Kurs zeichnete sich durch ein völlig neues Konzept aus: weg von Fortsetzungen und hin zu abgeschlossenen Geschichten. Schon im Jahre 1974 hatte die Redaktion mit dem Konzept abgeschlossener Geschichten experimentiert und je ein Heft einer kompletten Geschichte von Dan Cooper von Albert Weinberg und einer von Andy Morgan von Hermann (Hermann Huppen) und Greg (Michel Régnier) gewidmet. Wiechmanns Konzept sah eine abgeschlossene, lange Geschichte eines der etablierten Serienhelden oder einer von ihm zu Koralle mitgebrachten neuen Serie (Timmi Tambour) als Aufmacher sowie mehrere abgeschlossene Kurzgeschichten zumeist neuerer Serien (Manila, Kung Fu, Bomm Giovanni, Boogie & Woogie) pro Heft vor. Da der Umfang des Heftes aber nur 48 Seiten betrug, hatte dies zur Folge, dass Zugpferde wie Andy Morgan und Comanche von Hermann und Greg oder Michel Vaillant von Jean Graton in rabiat um etwa ein Drittel ihres Gesamtumfangs gekürzten Versionen erschienen. In der Regel wurden die Anfangsseiten der Geschichten durch eine Kurzzusammenfassung ersetzt, die auf der zweiten Seite des Heftes in einer Textsäule erschien. Diese Respektlosigkeit gegenüber den etablierten Serien und ihren Fans erwies sich jedoch als kontraproduktiv. Zudem nahmen die Leser Kaukas Serien wie Andrax, Die Pichelsteiner oder Capitan Terror nicht an. Die Verkaufszahlen sanken noch weiter. Das Experiment Wiechmann wurde nach einem halben Jahr in der Jahresmitte 1976 beendet. Anschließend übernahm wieder Ralf Kläsener das Ruder bei Zack. Es begann die Zeit des 68-Seiten-Zack, verbunden mit einem festeren Umschlag, den es seit Heft 17 von 1974 nicht mehr gegeben hatte, und einer Preissteigerung von 1,80 DM auf 2,50 DM.

### Das Ende
Ab 1978 wurden durch den Koralle-Verlag viele Zeichner von anderen Verlagen abgeworben. Dabei wurde mehr Lohn wie auch mehr künstlerische Freiheit geboten. So entstand unter anderem David Walker (Originaltitel: Jérémiah) vom Zeichner Hermann. Außerdem konnten Jean Graton und Jean-Michel Charlier gewonnen werden. Daraufhin jedoch kündigten die Verlage Dargaud und Lombard die Verträge mit Koralle, sodass deren Material bald nicht mehr zu verwenden war. 1979 expandierte das Magazin mit superAS, super J und Wham! in den frankobelgischen Markt. Diese Zack-Ableger erschienen wöchentlich, ab 1980 galt das auch für das deutsche Zack. So wurden dann in Deutschland, Frankreich, Belgien und den Niederlanden die gleichen Serien gleichzeitig veröffentlicht. So nannte sich das Heft im Untertitel Das grosse europäische Comic-Magazin.
Nach 17 gemeinsamen Heften wurde das niederländische Wham! im Juni 1980 eingestellt. Nach der Ausgabe 32/80 (Juli 1980) wurde auch die Veröffentlichung des deutschen Zack aufgegeben. Das französische superAS wurde nach der 87. Ausgabe (Oktober 1980) eingestellt.

### Serien und Genres
Der Schwerpunkt der Genres lag im Magazin Zack bei
- Technik-Serien: Michel Vaillant, Mick Tangy, Dan Cooper
- Krimi/Abenteuer/Agenten: Andy Morgan, Rick Master, Bruno Brazil, Gentlemen GmbH
- Science-Fiction: Luc Orient, Valerian, Sigma-Gigantic
- Western: Leutnant Blueberry, Comanche, Lucky Luke
- Ritter/Seefahrer/Historie: Prinz Eisenherz, Der rote Pirat

Insgesamt machten all die „Realistics“ etwa drei Viertel der Ausgaben aus, denen etwa ein Viertel „Funnies“ wie Lucky Luke, Umpah-Pah, Cubitus, Häuptling Feuerauge, Taka Takata und Pittje Pit gegenüberstanden. 1973 und 1975 erschien auch der belgische Klassiker Tim und Struppi in Fortsetzungen.

### Der „Zack-Club“ und die „Zacken“
Da das Zack-Magazin speziell auf seine jungen männlichen Stammkunden angewiesen war, entwickelte die Marketingabteilung spätestens 1973 einen im Hinblick auf das Vereinsrecht unverbindlichen „Zack-Club“. Er sollte die Zack-Leser stärker an das Magazin binden und sie motivieren, ohne Unterbrechung alle Serien des Magazins zu verfolgen. Dazu wurde eine Vereinsnadel mit dem Zack-Logo und ein Slogan entwickelt: „Ich bin auf Zack!“ Die Nadel sollte auch als Werbung für das Magazin dienen. Die Mitgliedschaft war jedoch nur locker. Zwar gab es einen Aufnahmeantrag, den der Kunde an das Verlagshaus senden musste, um die Nadel und den Mitgliedsausweis zu erhalten, aber keine Mitgliedsbeiträge oder eine Satzung. Die an alle Mitglieder verschickte, zunächst vierseitige Zack-Zeitung wurde später aus Kostengründen in das Heft integriert. Eine weitere, groß angelegte Marketing-Aktion zur Leserbindung waren die Sammelpunkte „Zacken“, die sich in sämtlichen Publikationen des Labels, also auch in der Zack-Parade, den Zack-Boxen, den Serienalben und später auch in Zack-Pocket auf der letzten Seite fanden und ausgeschnitten werden mussten. Die gesammelten dreieckigen Zacken konnten auf vorgesehene Sammelfelder geklebt und eingeschickt werden. Als Prämien winkten ZACK-Poster, Zack-Geduldsspiele, ein Radi-Cubi (Radiergummi mit dem Serienhelden Cubitus), ein Cubitus-Gürtel oder der Zack-Astro-Kuli, ein Kugelschreiber, dessen Hülle einer Raumkapsel ähnelte.

### Auslandsausgaben
- Zoom (finnisch)
- Wham (holländisch)
- superAS / superJ (französisch / belgisch)
- Zack (dänisch)

## Das Mosaik-/Blattgold-Zack (seit 1999)

### Inhalt
Im Zack-Magazin des Mosaik Steinchen für Steinchen Verlags bzw. des Blattgold-Verlags (seit September 2020) werden unter der Leitung von Georg F. W. Tempel vor allem franko-belgische Comics abgedruckt, darunter bekannte Serien wie Lucky Luke, Blueberry, Spirou und Fantasio und Michel Vaillant.
Daneben werden (für das Magazin) neue Reihen wie Die Minimenschen von Pierre Seron, Lady S. von Jean van Hamme und Philippe Aymond, Dantès von Pierre Boisserie, Philippe Guillaume und Eric Juszezak, Grand Prix von Marvano und Es war einmal in Frankreich von Fabien Nury und Sylvain Vallée abgedruckt.
Außer Comics beinhaltet das Magazin Interviews, Rezensionen und Hintergrundinformationen zu den Comics.

### Erscheinung und Nummerierung
Das Mosaik-Zack erschien seit Juni 1999 (Ausgabe 07/99, #1) monatlich in einer Auflage von etwa 10.000 Stück (Druckauflage, Stand 2008). Es wird fortlaufend nummeriert und trägt eine Monatsangabe auf dem Cover. Zu Beginn erschienen die Ausgaben in der Mitte des Vormonats, später war der Erstverkaufstag der jeweils letzte Mittwoch des Vormonats.
Seit September 2020 (Ausgabe 10/2020, #256) erscheint Zack im Blattgold-Verlag des Herausgebers Georg F. W. Tempel.

## Nebenprodukte
In beiden Zack-Epochen erscheinen zum aktuellen Zack diverse Nebenprodukte. Bei Koralle waren dies vornehmlich Comic-Alben (Zack Comic Box 1972–1975, Zack Album und Super Album 1981) und -Taschenbücher (Zack-Parade ab 1973, Zack-Pocket 1980), die abgeschlossene Geschichten der aus Zack bekannten Serien brachten.
Beim Mosaik-Verlag lag das Hauptaugenmerk lange Zeit auf Comic-Raritäten (Zack-Sonderheft, Zack-Box) und -Sekundärinformationen (Zack-Dossier), die sich in teilweise limitierten Auflagen vornehmlich an Fans und Sammler richten.
Seit 2006 beteiligt sich Zack auch direkt am Comic-Alben-Markt in Deutschland. In der Reihe Zack-Edition erscheinen die aus Zack bekannten Comic-Helden in einer eigenen Albenkollektion. Ein Schwerpunkt der Albenreihe liegt auf den Abenteuern der Rennfahrerserie Michel Vaillant.